# Spriana
Spriana is een gemeente in de Italiaanse provincie Sondrio (regio Lombardije) en telt 101 inwoners (31-12-2004). De oppervlakte bedraagt 8,2 km², de bevolkingsdichtheid is 15 inwoners per km².

## Demografie
Spriana telt ongeveer 62 huishoudens. Het aantal inwoners daalde in de periode 1991-2001 met 25,0% volgens cijfers uit de tienjaarlijkse volkstellingen van ISTAT.
| Jaar | Inwoneraantal |
| ---- | ------------- |
| 1991 | 156           |
| 2001 | 117           |

## Geografie
Spriana grenst aan de volgende gemeenten: Montagna in Valtellina, Sondrio, Torre di Santa Maria.